# ГЕС Бантят
ГЕС Бантят (в'єт. Thủy điện Bản Chát) — гідроелектростанція в північній частині В'єтнаму. Знаходячись перед ГЕС Хуойкуанг, становить верхній ступінь каскаду на річці Намму, лівій притоці Да, яка, своєю чергою, є правою притокою Хонгхи (біля Хайфона впадає в Тонкінську затоку Південнокитайського моря).
У межах проєкту річку перекрили греблею з ущільненого котком бетону висотою 125 метрів, довжиною 425 метрів та товщиною від 20 (по гребеню) до 104 (по основі) метрів, яка потребувала 1,7 млн м3 матеріалу. Вона утримує водосховище з площею поверхні 60,5 км2 та об'ємом 2138 млн м3 (корисний об'єм 1702 млн м3), в якому припустиме коливання рівня поверхні в операційному режимі між позначками 431 та 475 метрів НРМ.
Пригреблевий машинний зал обладнали двома турбінами потужністю по 110 МВт, ресурс до яких подається через водоводи довжиною по 118 метрів із діаметром 6 метрів. При напорі від 59 до 107 метрів (номінальний напір 90 метрів) вони повинні забезпечувати виробництво 770 млн кВт·год електроенергії на рік (крім того, накопичення ресурсу у водосховищі станції додає 388 млн кВт·год виробітки на розташованих нижче по течії Да ГЕС Шонла та Хоабінь).
Видача продукції відбувається по ЛЕП, розрахованій на роботу під напругою 220 кВ.